# Championnats d'Amérique du Sud d'athlétisme espoirs 2004
Navigation
Édition suivante
La 1re édition des Championnats d'Amérique du Sud d'athlétisme espoirs s'est déroulée à Barquisimeto au Polideportivo Máximo Viloria du 26 au 27 juin 2004.

## Résultats

### Hommes
| Épreuves                | Or                                                                      | Or               | Argent                                                                      | Argent           | Bronze                                                                            | Bronze           |
| ----------------------- | ----------------------------------------------------------------------- | ---------------- | --------------------------------------------------------------------------- | ---------------- | --------------------------------------------------------------------------------- | ---------------- |
| 100 m (0.0 m/s)         | Bruno Pacheco Brésil                                                    | 10.28            | Eliezer de Almeida Brésil                                                   | 10.31            | Daniel Grueso Colombie                                                            | 10.52 =NRj       |
| 200 m (0.0 m/s)         | Bruno Pacheco Brésil                                                    | 20.75            | Basílio de Morães Brésil                                                    | 21.06            | Wilmer Rivas Venezuela                                                            | 21.30            |
| 400 m                   | Andrés Silva Uruguay                                                    | 45.80 NR AJR     | Luis Raúl Luna Venezuela                                                    | 46.03            | Luís Ambrósio Brésil                                                              | 46.46            |
| 800 m                   | Bayron Piedra Équateur                                                  | 1:47.43          | Simoncito Silvera Venezuela                                                 | 1:47.53          | Fabiano Peçanha Brésil                                                            | 1:48.66          |
| 1500 m                  | Bayron Piedra Équateur                                                  | 3:46.37          | Nico Herrera Venezuela                                                      | 3:48.25          | Leslie Encina Chili                                                               | 3:50.40          |
| 5 000 m                 | Manuel Bellorín Venezuela                                               | 14:52.11         | Oscar Lesmes Colombie                                                       | 14:53.59         | Eduar Villanueva Venezuela                                                        | 15:52.40         |
| 10 000 m                | João Augusto Stingelin Brésil                                           | 30:51.13         | John Cusi Pérou                                                             | 31:18.13         | Leslie Encina Chili                                                               | 31:20.36         |
| 3 000 m steeple         | Mariano Mastromarino Argentine                                          | 8:54.92          | Jean Carlos Calzadilla Venezuela                                            | 8:56.55          | Sergio Lobos Chili                                                                | 9:01.44          |
| 110 m haies (-0.4 m/s)  | Maurício Teixeira Brésil                                                | 14.03            | Francisco Schilling Chili                                                   | 14.23            | Marleán Reyna Venezuela                                                           | 14.45            |
| 400 m haies             | Sebastián Lasquera Argentine                                            | 50.48            | Diego Venâncio Brésil                                                       | 50.49            | Raphael Fernandes Brésil                                                          | 50.84            |
| Saut en hauteur         | Fábio Baptista Brésil                                                   | 2.14             | Ederson de Oliveira Brésil                                                  | 2.05             | Daniel Rodríguez Venezuela                                                        | 2.00             |
| Pole Vault              | Jorge Naranjo Chili                                                     | 5.20             | José Francisco Nava Chili                                                   | 5.00             | Guillermo Chiaraviglio Argentine                                                  | 5.00             |
| Saut en longueur        | Irving Saladino Panama                                                  | 7.74 (-0.2 m/s)  | Rogério da Silva Bispo Brésil                                               | 7.69 (1.8 m/s)   | Luis Tristán Pérou                                                                | 7.25 (-0.8 m/s)  |
| Triple saut             | Jefferson Sabino Brésil                                                 | 16.27 (-1.3 m/s) | José Francisco Nava Chili                                                   | 14.85 (-2.2 m/s) | Oscar Alvarenga Paraguay                                                          | 14.70 (-1.5 m/s) |
| Shot Put                | Gustavo de Mendonça Brésil                                              | 17.21            | Jiovanny García Colombie                                                    | 17.16            | Edmundo Martínez Venezuela                                                        | 17.14            |
| Discus Throw            | Héctor Hurtado Venezuela                                                | 54.75            | Gustavo de Mendonça Brésil                                                  | 52.75            | Germán Lauro Argentine                                                            | 50.56            |
| Hammer Throw            | Roberto Sáez Chili                                                      | 63.95            | Wagner Domingos Brésil                                                      | 63.86            | Armando dos Santos Brésil                                                         | 62.96            |
| Javelin Throw           | Alexon Maximiano Brésil                                                 | 71.49            | Júlio César de Oliveira Brésil                                              | 71.49            | Arley Ibargüen Colombie                                                           | 70.05            |
| Decathlon               | Leandro Peyrano Argentine                                               | 6993             | Fagner Martins Brésil                                                       | 6852             | Andrés Horacio Mantilla Colombie                                                  | 6816             |
| 20000 metres Track Walk | Gustavo Restrepo Colombie                                               | 1:26:59.60       | Rafael dos Anjos Duarte Brésil                                              | 1:27:19.85       | Xavier Malacatus Équateur                                                         | 1:31:06.42       |
| 4 x 100 metres relay    | Brésil Eliezer de Almeida Paulo Roberto Basílio de Morães Bruno Pacheco | 39.42            | Colombie Wilmer Alberto Murillo Jhon Valoyes Daniel Grueso Eduar Mena       | 40.24            | Chili Iván Sandoval Kael Becerra Diego Valdés Benjamín Bravo                      | 41.07            |
| 4 x 400 metres relay    | Brésil Luís Eduardo Ambrosio Diego Chargal Diego Venâncio Paulo Roberto | 3:06.85          | Venezuela José Faneite Simoncito Silvera Víctor José Solarte Luis Raúl Luna | 3:09.00          | Argentine Sebastián Lasquera Mariano Jiménez Pablo Cabrera José Ignacio Pignataro | 3:12.02          |